# Afterpfand
Afterpfand bezeichnet im österreichischen Sachenrecht das Weiterverpfänden eines Pfandes an einen Dritten (Afterpfandgläubiger). Die gesetzlichen Regelungen finden sich in den §§ 454 f., 460 ABGB.
Der Afterpfandgläubiger darf das Pfandrecht an Stelle des ersten Pfandgläubigers zur Befriedigung seiner eigenen Forderung gelten machen. Dementsprechend darf der Eigentümer des Pfandes, sofern er von der Weiterverpfändung erfahren hat, seine Schuld gegenüber dem ursprünglichen Pfandinhaber nur dann erfüllen, wenn der Inhaber des Afterpfandes eingewilligt hat, oder er muss sie gerichtlich hinterlegen. Erfüllt er seine Schuld ohne die Einwilligung des Afterpfandinhabers, so bleibt das Pfand diesem verhaftet.